# Linda Perry
Linda Perry (Springfield, 15 de abril de 1965) é uma produtora musical, compositora e cantora americana. Se tornou conhecida como vocalista e compositora da banda 4 Non Blondes. Fundou duas gravadoras, compôs e produziu músicas para uma série de artistas, como Christina Aguilera, P!nk, Britney Spears, Gwen Stefani, Adele, Courtney Love, Celine Dion, Kelly Osbourne, Giusy Ferreri, Vanessa Carlton, Adam Lambert, Grace Slick e James Blunt. Suas influências são principalmente do rock e do soul, mas costuma estar por de trás da composições de músicas pop, como "Get the Party Started", de P!nk, e "Beautiful", de Christina Aguilera.

## Biografia
Linda Perry, nascida em Springfield e criada em San Diego, nos Estados Unidos, é filha de pai português-americano (Alfred Xavier Perry) e mãe brasileira (Marluce Martins Perry). Desde criança demonstrou ter talento para a música. Seu irmão, John Perry, aprendeu a tocar guitarra e a ensinou a tocar violão, servindo-lhe ainda de inspiração para que se dedicasse à música. Apesar de ter sofrido uma doença grave nos rins quando criança; de ter tido conflitos sérios em torno de sua sexualidade quando adolescente; ter tentado suicídio; de ter morado nas ruas depois do divórcio dos seus pais; e ter usado muitas drogas, ela continuou praticando violão.
Em 1986, com 21 anos, Linda se mudou para São Francisco e foi morar em um apartamento pequeno e sem janelas, onde tocava e cantava suas próprias músicas no seu quarto enquanto jogava seu vídeo game favorito e com isso acabou fazendo sucesso nas ruas. Ficou conhecida pela vizinhança como a "a garotinha da voz de arrepiar".

## Carreira

### 1989–95: 4 Non Blondes
Depois de ter passado algum tempo como cantora solo nos clubes e bares de São Francisco, Linda compôs profissionalmente sua primeira música "Down On Your Face", e foi recrutada para a banda 4 Non Blondes, criada por Christa Hillhouse em 1989. Depois de vários anos tocando localmente e negociando com várias gravadoras, a banda finalmente assinou contrato com a Interscope Records e lançou o álbum Bigger, Better, Faster, More! no dia 9 de outubro de 1992. O álbum que tinha Linda Perry como vocalista e compositora, foi sucesso imediato com a música "What's Up?".
Em fevereiro de 1994, Linda tocou sozinha em uma produção de Roger Daltrey, no álbum "A Celeberation: The Music of Pete Townshend and The Who". Ela dividiu o palco com a Orquestra Julliard cantando "Doctor Jimmy", "Acid Queen", "I'm Free" e "Join Together" com os membros da banda The Who, John Entwistle e Pete Townshend.
Em Junho de 1994, a guitarrista da banda 4 Non Blondes, Roger Rocha foi substituída por Jim Mankey, que havia tocado para o cover de Van Halen "I'm the One", gravada como o tema do filme "Airheads" (Os Cabeças de Vento). Durante sessões nos estúdios da Interscope Records, a banda teve dificuldades para fazer o álbum que seguiria Bigger, Better, Faster, More! e Linda decidiu abandonar a 4 Non Blondes e seguir carreira solo. A banda ainda gravou um último vídeo, para um cover da música "Misty Mountain Hop", com Dave Navarro na guitarra.
Depois do grande sucesso da banda, do assédio do público externo e da indústria musical em comercializar a banda, Linda Perry perdeu o interesse na banda e na ideia de ser a vocalista líder da banda e pediu para sair. Numa entrevista para a revista Rolling Stone em 2011, Linda disse que "não era muito fã da banda" e que não gostou do primeiro álbum por achá-lo "horrível, sedoso, excessivamente produzido, sem alma e sem profundidade". Após o final de 4 Non Blondes Linda Perry seguiu uma carreira solo.

### 1996-2001: Carreira Solo - In Flight e After Hours
Com a banda 4 Non Blondes desarranjada e seu contrato com a gravadora descumprido, a gravadora Interscope Records não aceitou que Linda Perry fizesse um álbum sozinha. A gravadora insistiu em escolher um produtor para o álbum da cantora; a equipe escolhida foi Bill Bottrell e outros membros do Tuesday Night Mucis Club, que havia recentemente produzido o álbum de estréia de Sheryl Crow. Lançado em 1996, In Fight, o primeiro álbum solo de Linda Perry era melancólico, suave e sombrio, afastado do som do primeiro álbum da banda 4 Non Blondes. O lançamento de In Fight trouxe críticas positivas, mas vendeu pouco. Linda se juntou à Red Fish, Blue Fish para uma turnê, desta vez como apoio à turnê do grupo The Who. Ela promoveu seu álbum com seu próprio dinheiro, incluindo sua aparição no programa de televisão The Howard Stern Show, do qual ela participou tocando seu único single "What's Up?". Linda também apresentou o Bammies (Bay Area Music Awards) em 1997 e 1998.
Em 1997, Linda produziu o filme Pink as the Day She Was Born, com Les Claypool, de Primus, e a comediante Margaret Cho. Em 1997 ela também fundou sua própria gravadora, Rockstar Records, com o propósito de lançar o álbum da banda Stone Fox. Ela ainda assinou com uma outra banda local de São Francisco, 2 Lane Blacktop. Em 1998, Linda tocou na CNN como parte de um musical especial sobre música e internet. Em 1999, ela lançou After Hours, seu segundo álbum solo, pela sua própria gravadora. Linda Perry também abria os shows de Bryan Adams, voltando com a baixista da banda 4 Non Blondes, Christa Hillhouse, e a baterista, Claudia Page, na turnê para o álbum After Hours.
Em 2001 escreveu uma série de músicas, duas das quais, "Beautiful" e Cruz", foram gravadas para o álbum de Christina Aguilera: Stripped. Em 2001, Linda fechava seus shows com a música Beautiful, uma música que ela esperava recolocar de volta nas paradas.
Em 2002, Linda fez uma apresentação na Knitting Factory, em Los Angeles, onde ela tocou algumas músicas suas e covers da banda Led Zeppelin. Também, em 2002, ela ainda fez uma colaboração no álbum de Gordon Gano, Hitting the Ground, tocando a música "So It Goes". Linda fez uma apresentação em um show beneficente no DKNY em Los Angeles, onde ela se juntou à banda Slash para um cover da música de Led Zeppelin, "Whole Lotta Love".
Em 2005, Linda tocou no Sundance Film Festival, e em agosto de 2006 tocou piano na apresentação da música "Hurt" de Christina Aguilera no Video Music Awards na MTV.
Linda fez um contrato com a gravadora Kill Rock Stars Records, a qual relançou seu álbum In Flight em outubro de 2005. Com nova arte, o relançamento incluem clipes originais para "Fill Me Up" e "Freeway". Em 2008, Linda tocou no clipe de Chrsitina Aguilera "Save Me From Myself".
Linda fez uma aparição no evento "Hope For Haiti Now" tocando piano enquanto Christina Aguilera cantava "Lift Me Up". Ela também foi convidada para a turnê "Nobody's Daughter" da banda Hole e em uma apresentação da banda assinada por ela, Little Fish, em Londres. Em maio de 2010, Linda Perry apareceu no programa "Evening With Women" no Centro LGBT de Los Angeles, onde ela se juntou com P!nk para um dueto com a música "What's Up?". Christina Aguilera convidou Linda para seu show pelo VH1 Storytellers em maio de 2010. Linda tocou piano na música Beautiful e falou sobre a música.
Em novembro de 2010, Linda se apresentou em São Francisco com a guitarrista de sua antiga banda 4 Non Blondes, Roger Rocha. A apresentação celebrou o lançamento do álbum de Roger Rocha e sua banda The Golden Hearts. Essa foi a primeira vez em vinte anos que as duas apareceram juntas. Linda tocou alguns covers, como "Creep", do Radiohead e "Black Hole Sun", do Soundgarden, e ainda um cover do Led Zeppelin com a música "Since I've Been Loving You".

### 2001–2010: Produção e Composição
Em 2000, Linda foi contatada pela cantora pop P!nk, que buscava assistência para a produção e composição de seu segundo álbum. Linda escreveu e produziu boa parte das músicas do álbum "Missundaztood", que trouxe Linda de volta como produtora musical. Ela ganhou os créditos completos pelas músicas "Get the Party Started" e "Lonely Girl", na qual ela também canta.
Desde então Linda passou a trabalhar com artistas como Jewel, Courtney Love, Gwen Stefani, Alicia Keys, Celine Dion, Blaque, Sugababes, Lillix, Robbie Williams, Melissa Etheridge, Sierra Swan,Solange Knowles, Gavin Rossdale, Juliette and the Licks, Lisa Marie Presley, Fischerspooner, Unwritten Law, L.P., Kelly Osbourne, James Blunt, Cheap Trick, Ben Jelen, Enrique Iglesias e Giusy Ferreri.
Em 2002 Linda Perry e Alecia Moore (P!nk) coescreveram o álbum Cry, de Faith Hill.
Em 2003, Linda ganhou dois prêmios da ASCAP como compositora e uma indicação ao Grammy pela música "Beautiful" na categoria de "Música do Ano". A música ganhou o prêmio de "Melhor Performance de Pop Feminina" no Grammy de 2004.
Em 2010 Linda forma uma nova banda, os Deep Dark Robot. A banda lança o primeiro álbum em 2011, com o nome 8 Songs About a Girl.

## Vida pessoal
Enquanto promovia a música, Linda Perry estava em um turnê com a banda e apareceu com um adesivo que dizia "dyke" (lésbica) em seu violão no Billboard Music Awards de 1994. Linda Perry é homossexual assumida. Em maio de 2009 anunciou que estava namorando a filha de Cybill Shepherd, Clementine Ford, uma relação que terminou em maio de 2012. Entre 2014 e 2019,ela se relacionou com a atriz Sara Gilbert.